# 1993 RP
1993 RP — транснептуновый объект (ТНО) класса плутино (т.е. транснептуновый объект в орбитальном резонансе 3:2 с Нептуном). Это был второй обнаруженный плутино, не считая собственно Плутона. Он был обнаружен на следующий день после открытия плутино (385185) 1993 RO, и за день до (15788) 1993 SB. Открытие было сделано в 1993 году в обсерватории Мауна-Кеа с помощью 2,2-метрового телескопа. Об объекте известно очень мало. После обнаружения объект был потерян и с тех пор более не наблюдался, поэтому его отнесение к классу плутино базируется на неподтверждённых расчётах орбиты, сделанных в результате одного цикла наблюдений. Возможно также, что 1993 RP относится к объектам рассеянного диска, а не к плутино; в этом случае он является первым таким объектом по времени открытия. В настоящее время первым открытым объектом рассеянного диска считается (48639) 1995 TL8, обнаруженный в 1995 году.